# Cristhian Jesús Flores
Cristhian Jesús Flores Ramírez (El Tigre, Estado Anzoátegui, Venezuela, 6 de septiembre de 1990) es un futbolista venezolano. Juega de guardameta y su equipo actual es el Caracas FC de la Primera División de Venezuela. 

## Estadísticas

### Clubes
| Club                                | País      | Año           |
| ----------------------------------- | --------- | ------------- |
| Deportivo Anzoátegui                | Venezuela | 2014 - 2015   |
| → Llaneros de Guanare (cedido)      | Venezuela | 2015          |
| → Petroleros de Anzoátegui (cedido) | Venezuela | 2015          |
| Ureña Sport Club                    | Venezuela | 2016          |
| Chicó de Guayana                    | Venezuela | 2017          |
| Caracas FC                          | Venezuela | 2017-presente |

### Resumen estadístico
|                        | Partidos | Goles | Promedio |
| ---------------------- | -------- | ----- | -------- |
| Liga                   |          |       |          |
| Copas nacionales       |          |       |          |
| Copas internacionales  |          |       |          |
| Selección de Venezuela |          |       |          |
| Total                  |          |       |          |